# Midgley Island
Midgley Island ist eine 1,3 km lange Felseninsel im Archipel der Windmill-Inseln vor der Budd-Küste des ostantarktischen Wilkeslands. Sie liegt unmittelbar südlich von Hollin Island.
Die Insel wurde anhand von Luftaufnahmen der US-amerikanischen Operation Highjump (1946–1947) und der Operation Windmill (1947–1948) erstmals kartiert. Das Advisory Committee on Antarctic Names benannte sie 1956 nach Leutnant Elwin Wilmer Midgley (1921–1984) vom United States Army Medical Corps, der den Mannschaften der Operation Windmill bei der Errichtung astronomischer Beobachtungsstationen zwischen der Küste des Kaiser-Wilhelm-II.-Lands und der Budd-Küste behilflich war.